# Nyaungyan Min
Nyaungyan Min (em birmanês ညောင်ရမ်းမင်း; 6 de Marcha de 1556 – 3 de Marcha de 1606) é por vezes considerado como o quinto rei da Dinastia Taungû de Birmânia, reinando de 1599 a 1606, por ser mencionado frequentemente como o fundador da Dinastia de Taungû Restaurada ou Dinastia Nyaungyan, tendo pelo seus esforços frutíferos reunido as partes principais do império do seu pai Bayinnaung, império que se tinha decomposto progressivamente durante o reinado infeliz do seu meio-irmão, o Rei Nandabayin, que tinha sofrido uma multidão de ataques, sejam internos ou externos.
Sendo um dos filhos do Rei Bayinnaung, Nyaungyan era apenas um dos muitos pretendentes ao trono da Birmânia, depois que a capital do império, Pegu, tinha sido saqueada pelas forças combinadas do rei de Arracão e do vice-rei de Taungû, e o rei Nanda derrubado em Dezembro de 1599. Nyaungyan, que dominava Ava na Birmânia central, ficou fora das batalhas entre os outros pretendentes. Em vez disso, reclamou os Estados shan e com êxito repeliu os ataques dos siameses contra estes Estados.
Á sua morte em Marcha de 1606, Nyaungyan tinha reunificado as áreas mais importantes (mas não todas) da Alta Birmânia e dos Estados shan. O seu filho e sucessor Anaukpetlun (reinado 1606-1628) continuou, e aconcluiu com exito o trabalho de seu pai, recuperando a Baixa Birmânia e Lanna. O seu outro filho Thalun (reinado 1629-1648) reconstruiu o país destruído pela guerra.